# Nalanda

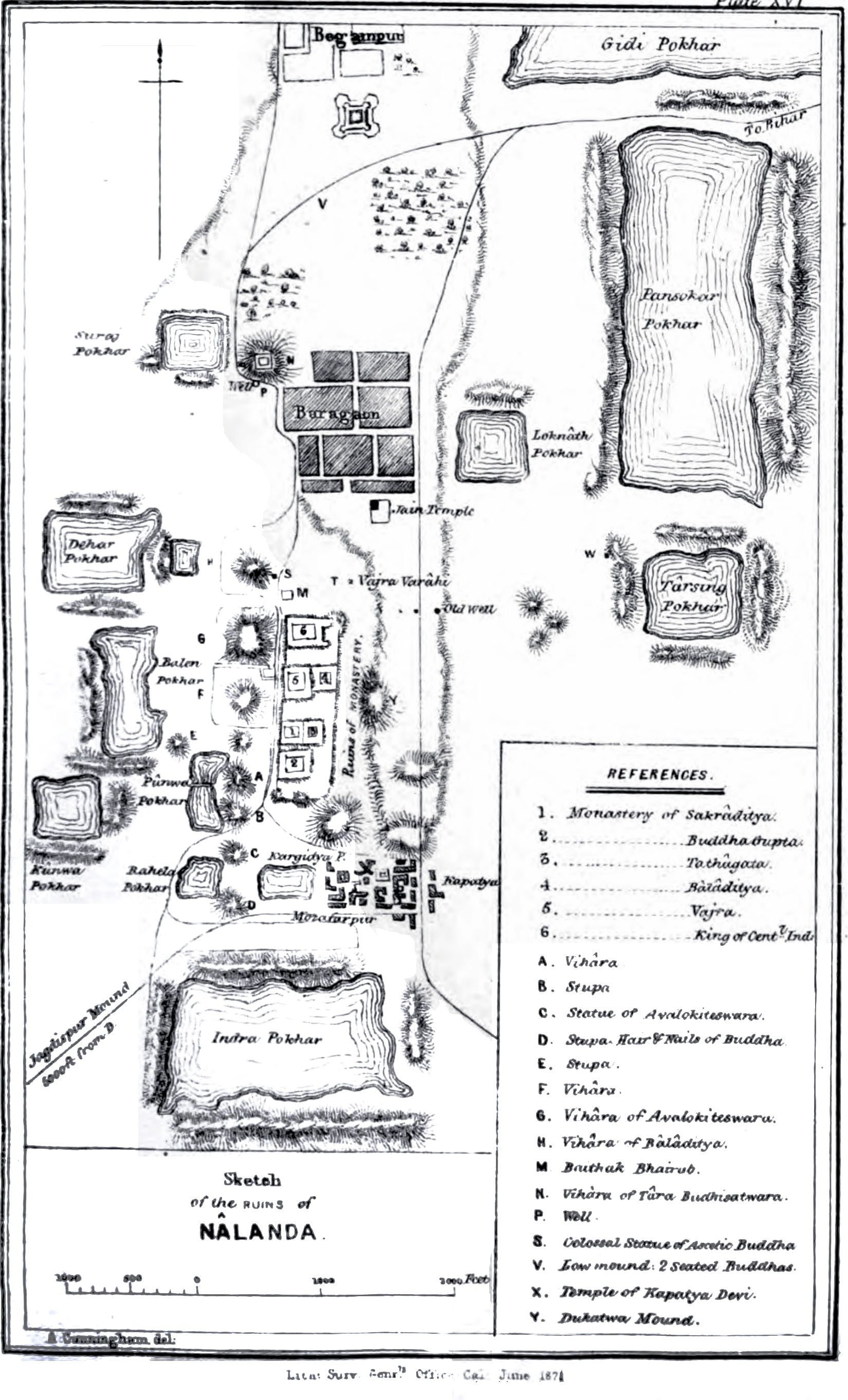
Un mapa de Nalanda i els seus voltants fet per Alexander Cunningham el 1861–1862.

Nalanda (en sànscrit: Nālandā) va ser una reconeguda universitat monàstica budista a l'antiga Magadha (actual Bihar), Índia. Considerada pels historiadors com la primera universitat residencial del món, i un els centres d'aprenentatge més grans del món antic, es trobava a prop de la ciutat de Rajagriha (ara Rajgir) i a uns 90 km al sud-est de Pataliputra (ara Patna). Va funcionar des del 427 fins al 1197 dC. Nalanda es va establir durant l'època de l'Imperi Gupta, i va rebre el suport de nombrosos mecenes indis i javanesos, tant budistes com no budistes. Durant uns 750 anys, la seva facultat va incloure alguns dels estudiosos més venerats del budisme Mahayana. El mahavihara de Nalanda va ensenyar sis principals escoles budistes i filosofies com Yogacara i Sarvastivada, i també assignatures com gramàtica, medicina, lògica i matemàtiques. La universitat també va ser una font important dels 657 textos sànscrits portats pel pelegrí Xuanzang i dels 400 textos sànscrits portats per Yijing a la Xina al segle vii, que van influir en el budisme asiàtic oriental. Molts dels textos composts a Nalanda van tenir un paper important en el desenvolupament del budisme Mahayana i Vajrayana, incloent el Mahavairocana Tantra i el Bodhisattvacaryāvatāra de Shantideva. Va ser saquejada i destruïda per les tropes de Muhammad bin Bakhtiyar Khalji, en part restaurada després, i va continuar existint fins al 1400 d.C. Actualment, és Patrimoni de la Humanitat per la UNESCO.
El 2010, el govern de l'Índia va aprovar una resolució per reviure la famosa universitat i es va establir una entitat contemporània anomenada Universitat de Nalanda, a Rajgir. Ha estat catalogat com a "Institució d'importància nacional" pel govern de l'Índia.